# Ченцов, Юрий Сергеевич
Юрий Сергеевич Ченцов (1930—2019) — советский и российский учёный   в области морфологии и физиологии клетки, доктор биологических наук (1971), профессор (1974), Заслуженный профессор МГУ (1996). Дважды лауреат Ломоносовской премии МГУ (1980, 2013)

## Биография
Родился 2 августа 1930 года в Москве.
В 1954 году после окончания Биолого-почвенного факультета МГУ был оставлен в университете в качестве преподавателя.  С 1965 года был назначен заведующим отделом электронной микроскопии НИИ физико-химической биологии имени А. Н. Белозерского МГУ. С 1970 по 2010 годы — заведующий кафедрой клеточной биологии и гистологии Биологического факультета МГУ, с 2010 по 2019 годы  — профессор этой кафедры.
В 1958 году защитил  кандидатскую диссертацию на тему: «Экспериментально-гистологическое исследование опухолей, полученных при внутримышечном введении канцерогенных веществ». В 1971 году защитил докторскую диссертацию на тему: «Субмикроскопическая организация хромосомных компонентов клеточного ядра». В 1974 году был утверждён профессором Биологического факультета МГУ. Область научных исследований: изучение ультраструктуры клеточных ядер и хромосом, аппарата деления клетки, цитоскелета и митохондрий. Являлся одним из авторов открытия ядерного белкового матрикса. Большой цикл работ Ю. С. Ченцова был связан с изучением клеточного центра. Подготовил 25 кандидатов и 6 докторов наук. Опубликовал более 200 научных работ.
Помимо основной деятельности Ю. С. Ченцов был председателем специализированного совета по защите диссертаций, член Совета по проблемам индивидуального развития при АН СССР-РАН, член Совета по электронной микроскопии РАН, член редколлегий журналов "Цитология", "Биологические науки" и "Онтогенез". 
Умер 18 декабря 2019 года в Москве.
Жена - Надежда Васильевна Белицина.

## Награды
- 1980 год — Ломоносовская премия МГУ за научные достижения
- 2013 год — Ломоносовская премия МГУ за педагогические достижения